# 談廣佩
談廣佩 （？—？），号訒蘭，广州驻防汉军镶白旗人。同治甲子繙譯举人，戊辰繙譯进士。由八品笔帖式改主事，归班后补知县，钦加同知銜，诰授奉政大夫。

## 家庭及关联
- 曾祖談起超；
- 祖谈森；
- 父谈建基；
- 胞兄谈廣慶，同治癸亥繙譯进士，工部虞衡司主事、广宁县知县、海防同知；
- 胞侄談國政，光绪癸未进士，河南知县；
- 胞至談國楫，光绪乙未进士，黑龙江度支使。[1]